# Pierre-Luc Bouvrette
Pierre-Luc Bouvrette est un acteur québécois.

## Télévision
- C.A. 3 : Steve
- Roxy : François
- Ramdam : Anatole
- Le Déseurteur : Fernard
- Kif Kif  : Félix
- Minuit, le soir : Félix
- Un homme mort : Mario
- Le Négociateur : Paulo
- Il était une fois dans le trouble : Sébastien